# Antverpská katedrála (Václav Hollar)
Antverpská katedrála je název leptu Václava Hollara z roku 1649. Kresba zachycující katedrálu Panny Marie v Antverpách je považována za jeho vůbec nejvelkolepější architektonickou studii. Grafický list, který je raným tiskem z původní desky, je součástí sbírky grafiky a kresby Národní galerie v Praze.

## Popis a zařazení
Lept 491 x 340 mm (papír 498x350 mm), I. stav. Vlevo dole značeno Wenceslaus Hollar delineauit et fecit 1649. Na spodním okraji popis. Součást sbírky Hollareum, převedené do Národní galerie roku 1949. Inv. č. R87978.
Předlohou byla kresba (3177), která se dnes nachází v Berlíně. Pozdější verze grafického listu se od raného tisku liší některými detaily - změnou popisu dole nebo dodatečným křížovým šrafováním zdi domu a oblohy mezi oblaky.
Grafický list ukazuje nejvýznamnější sakrální stavbu Antverp a zároveň největší gotickou katedrálu v Belgii. Západní průčelí katedrály s levou dokončenou věží zakončenou štíhlou špicí a pravou nedokončenou věží s prozatímní věžičkou je obráceno k náměstí, lemovanému vpředu a vlevo domy a v pozadí stromy. Do dveří katedrály míří procesí vojáků a kněží, kteří přinášejí relikviář nebo svatostánek. Náměstí je zalidněno skupinkami pěších postav i vojáků na koních a oživeno drobnými žánrovými výjevy, např. rvačkou psů. Hollar zachytil i takové podrobnosti jako je renesanční zdobená mříž nad studnou, okna zasklená malými tabulkami, kamenické detaily kružeb, fiály a kraby, sochařský reliéf na tympanonu hlavního vstupu do chrámu nebo ptáky v oblacích.
Dílo, které je podáno jako "architektonický portrét", překvapuje svou monumentalitou i detailním zpracováním. Hollar mu dodal vznosnost i tím, že proporce mírně rozšířil. Sám se v kresbě spoléhal na vlastní zrak a nikdy nestudoval složitost perspektivního zobrazení. V případě, kdy kreslil budovu z čelního pohledu, nejsou prohřešky proti perspektivnímu zobrazení tak patrné, jako u bočních pohledů na jiné budovy. Zastíněná zástavba, která tvoří protějšek katedrály, kontrastuje s osvětleným průčelím a dodává obrazu prostorovou hloubku.
Hollar během svého pobytu v Antverpách v roce 1649 vytvořil celkem 49 grafických listů, z nichž některé jsou mimořádně významné. Kromě Antverpské katedrály také např. Velké pohledy na Groenendaelské opatství (P850) a Grande Chartreuse ve francouzských Alpách (P1093) z ptačí perspektivy nebo Velký prospekt Prahy z Petřína (P880). Všechny jsou vrcholným dílem tohoto velkého mistra grafického umění.
V roce 1978 vydala Belgie poštovní známku s Hollarovým grafickým listem.